# Dude Ranch
Albums de Blink-182
They Came to Conquer... Uranus
(1996) Enema of the State
(1999)
Singles
1. Dammit
Sortie : 23 septembre 1997
2. Apple Shampoo
Sortie : 7 octobre 1997
3. Dick Lips
Sortie : 24 février 1998
4. Josie
Sortie : 17 novembre 1998

Dude Ranch est le 2e album studio du groupe de pop punk américain Blink-182. Il est sorti en 1997 sous le label MCA Records. La plupart des chansons qui composent l'album se réfèrent à des histoires vécues sans doute par les membres du groupe. Cet album contient les singles Dammit et Josie qui ont participé à la renommée du groupe et qui ont permis de vendre l'album à plus d'un million d'exemplaires.
Il s'agit du dernier album avec le batteur Scott Raynor qui fut ensuite remplacé par Travis Barker.

## Caractéristiques artistiques

### Thèmes et compositions
PatheticCette chanson parle d'un homme abandonné par sa petite amie non sans l'avoir traité de loser et de pathétique. Il veut être aidé par cette même fille.
VoyeurUn homme va espionner une fille qu'il aime.
Dammit (aussi nommée Growing Up)Cette chanson parle d'un homme qui est avec ses amis au cinéma. Soudain, cet homme rencontre son ex petite amie avec un autre homme. D'après les membres du groupe, l'histoire raconte que ce titre fut écrit en cinq minutes. Le clip qui accompagna la sortie du single (en 1997) fut dirigé par Darren Doane. Dans ce film, on peut voir apparaître Rick DeVoe, le manager du groupe.
BoringCe titre évoque les personnes imbues d'elles-mêmes et montre qu'elles sont souvent menteuses et ennuyantes.
Dick LipsCette chanson traite de l'incompréhension des adolescents par leurs parents, thème récurrent dans les chansons du groupe. La chanson est écrite par Tom DeLonge et raconte l'histoire d'un incident qui lui est arrivé lors de sa période de High School, alors qu'il est allé soûl jouer un match de basketball, après quoi il s'est d'ailleurs fait renvoyer de l'école.
WaggyUn homme en a assez de jouer tout le temps le rôle qu'il ne veut pas jouer avec sa petite amie.
EnthusedCette chanson parle d'un garçon amoureux d'une fille mais qui ne sait pas comment lui parler ou comment s'exprimer devant elle.
UntitledLa chanson parle d'une histoire d'amour complexe.
Apple ShampooUn garçon parle de la fille qu'il aime et sans laquelle il ne peut vivre.
EmoUn garçon essaye de dissuader une fille de ses intentions de quitter le garçon avec lequel elle sort car il ne la traite pas comme il faut.
Josie (aussi appelé Everything's Gonna Be)La petite amie idéale selon Mark Hoppus. Alyssa Milano apparaît notamment dans le clip.
A New HopeL'espoir de sortir à nouveau avec la fille de ses rêves ; une chanson fortement influencée par le film Star Wars, épisode IV : Un nouvel espoir (A New Hope en anglais).
DegenerateLa chanson parle d'une personne alcoolique jetée en prison.
LemmingsCe titre parle de certaines règles de la vie.
I'm SorryCette chanson parle de la vieillesse et de la perte du goût de vivre qui l'accompagne.

## Accueil

### Classements
| Classement                 | Meilleure position |
| -------------------------- | ------------------ |
| Australie (ARIA)           | 25                 |
| États-Unis (Billboard 200) | 67                 |

## Fiche technique

### Liste des chansons
| Dude Ranch | Dude Ranch    | Dude Ranch | Dude Ranch | Dude Ranch | Dude Ranch | Dude Ranch | Dude Ranch | Dude Ranch | Dude Ranch |
| No         | Titre         | Auteur     | Durée      |            |            |            |            |            |            |
| ---------- | ------------- | ---------- | ---------- | ---------- | ---------- | ---------- | ---------- | ---------- | ---------- |
| 1.         | Pathetic      | Blink-182  | 2:27       |            |            |            |            |            |            |
| 2.         | Voyeur        | Blink-182  | 2:43       |            |            |            |            |            |            |
| 3.         | Dammit        | Blink-182  | 2:45       |            |            |            |            |            |            |
| 4.         | Boring        | Blink-182  | 1:41       |            |            |            |            |            |            |
| 5.         | Dick Lips     | Blink-182  | 2:57       |            |            |            |            |            |            |
| 6.         | Waggy         | Blink-182  | 3:16       |            |            |            |            |            |            |
| 7.         | Enthused      | Blink-182  | 2:48       |            |            |            |            |            |            |
| 8.         | Untitled      | Blink-182  | 2:46       |            |            |            |            |            |            |
| 9.         | Apple Shampoo | Blink-182  | 2:52       |            |            |            |            |            |            |
| 10.        | Emo           | Blink-182  | 2:50       |            |            |            |            |            |            |
| 11.        | Josie         | Blink-182  | 3:20       |            |            |            |            |            |            |
| 12.        | A New Hope    | Blink-182  | 3:45       |            |            |            |            |            |            |
| 13.        | Degenerate    | Blink-182  | 2:28       |            |            |            |            |            |            |
| 14.        | Lemmings      | Blink-182  | 2:38       |            |            |            |            |            |            |
| 15.        | I'm Sorry     | Blink-182  | 4:27       |            |            |            |            |            |            |
| 44:53      |               |            |            |            |            |            |            |            |            |

- La chanson Degenerate apparaissait déjà sur les démos Demo #2 et Buddha.
- La chanson Waggy apparaissait déjà sur l'EP They Came to Conquer... Uranus.
- Les chansons Enthused et Lemmings  apparaissaient déjà sur le single Wasting Time.

### Crédits
- Tom DeLonge — Chant, Guitare
- Mark Hoppus — Chant, Basse
- Scott Raynor — Batterie